# Cerăt (gmina)
Cerăt (Cerătⓘ) – gmina w Rumunii, w okręgu Dolj. Obejmuje miejscowości Cerăt i Malaica. W 2011 roku liczyła 4226 mieszkańców.